# Wu Yanan
Wu Yanan (forenklet kinesisk: 吴亚楠; traditionel kinesisk: 吳亞楠; pinyin: Wú Yànán, født 14. september 1981 i Zhangjiakou, Hebei) er en kvindelig kinesisk håndboldspiller som deltog under Sommer-OL 2004. Hun blev gift med Hardeep Sunny Kharbanda i december 2008.
I 2004 kom hun på en ottendeplads med de kinesiske håndboldlandshold under Sommer-OL 2004. Hun spillede i alle syv kampe og scorede 16 mål.